# Abd al-Aziz ar-Rantisi

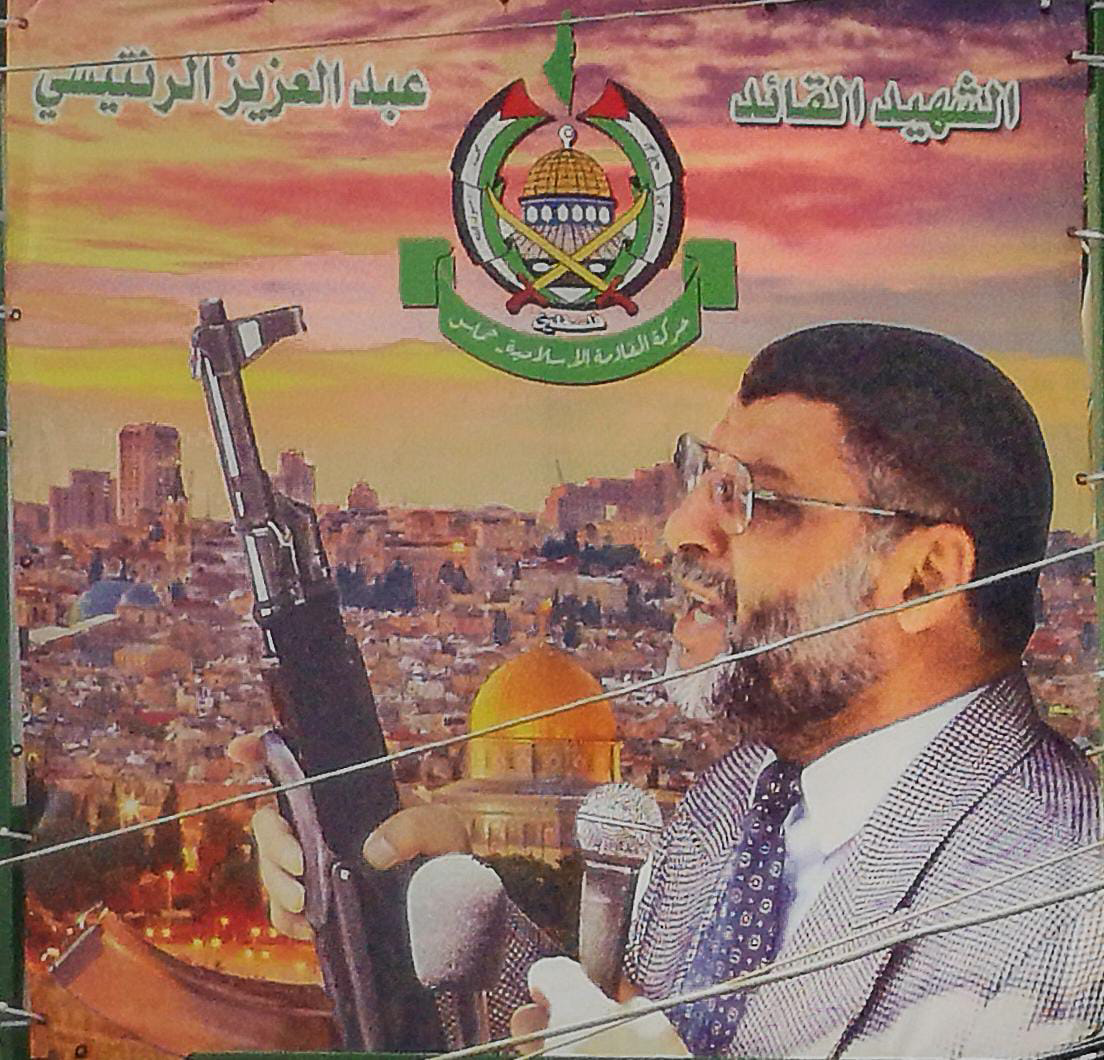
Abd al-Aziz ar-Rantisi auf einem Plakat

Abd al-Aziz ar-Rantisi (* 23. Oktober 1947 in Yibna nahe Jawne; † 17. April 2004 in Gaza, arabisch عبد العزيز الرنتيسي, DMG ʿAbd al-ʿAzīz ar-Rantīsī) war 25 Tage lang „Generalkommandant“ der Terrororganisation Hamas.

## Leben
Rantisi wurde in Yibna in der Nähe der Stadt Jawne geboren, die heute auf israelischem Staatsgebiet liegt. Während des Krieges 1948 floh er mit seiner Familie nach Chan Yunis in den Gazastreifen. Yibna wurde fast vollständig zerstört und entvölkert. An der Universität Alexandria in Ägypten studierte er Medizin, wo er Kontakt mit den Muslimbrüdern hatte.
1976 kehrte er nach Gaza zurück. Er war verheiratet mit Dschamila Abdallah Taha asch-Schanti und Vater von sechs Kindern. Ar-Rantisi verbrachte neun Jahre seines Lebens in Haft, davon zwei Jahre wegen Volksaufhetzung in Haft der PA. Bekannt wurde er als Sprecher von 400 nach Libanon deportierten Kämpfern und durch seine Kontakte zur Hisbollah bzw. zum Iran. Nach einiger Zeit im Gefängnis war er seit der zweiten Intifada (September 2000) dauerhaft auf freiem Fuß, tauchte aber kurz vor seinem Tod in den Untergrund ab.
Ar-Rantisi zählte zum militant-radikalen Flügel der Hamas-Führung. Er sah ebenso wie Ahmad Yasin, dessen Stellvertreter er war, Terroranschläge auch gegen die israelische Zivilbevölkerung als ein legitimes Mittel im Kampf gegen die Besetzung von ganz Palästina einschließlich des Staatsgebiets Israels. Im Gegensatz zu Yasin war er kein religiös ausgebildeter Führer und hatte im Sommer 2003 den damaligen Waffenstillstand „Hudna“ abgelehnt. In Reden und Interviews rechtfertigte er jedoch immer wieder auch gewaltsame Hamas-Aktionen unter Berufung auf den „Willen Gottes“ und verlangte die Zerstörung des Staates Israel.
Rantisi behauptete, beim Holocaust gehe es nicht darum, „was die Deutschen den Juden angetan haben, sondern darum, was die Juden den Deutschen antaten“. Damit wiederholte er die Täter-Opfer-Umkehr, die schon die Nationalsozialisten selbst vorgenommen hatten. 2003 schrieb ar-Rantisi in der Wochenzeitung der Hamas: Der Holocaust sei „die größte der von den Juden verbreiteten Lügen“. Falls es ihn gegeben habe, dann seien die Juden seine wahren Urheber und Täter. Die Zionisten hätten hinter dem Judenmord der Nazis gestanden, um andere Juden zur Auswanderung nach Palästina zu zwingen: Das sei kein Geheimnis mehr.
Am 24. März 2004 wurde der 57-jährige Mediziner in Gaza zum neuen „Generalkommandanten“ der Hamas bestimmt. Zwei Tage vorher war deren Gründer und Chefideologe Ahmad Yasin auf dem Heimweg vom Besuch der Moschee bei einem gezielten Raketenangriff durch israelische Kampfhubschrauber getötet worden.

## Tod
Am 17. April 2004 starb ar-Rantisi – wie sein Vorgänger Yasin auch – durch einen gezielten Angriff der Israelischen Luftstreitkräfte. Dabei wurden auch ein Leibwächter und sein Fahrer getötet, zehn Unbeteiligte wurden verletzt. Am 10. Juni 2003 war ar-Rantisi einem Angriff der israelischen Streitkräfte entkommen, bei dem eine Frau und ein Mädchen starben.